# Gun Blaze West
Gun Blaze West (яп. ガン ブレイズ ウエスト Ган бурэйдзу уэсуто) — приключенческая манга Нобухиро Вацуки, выходившая в журнале Shonen Jump в 2001 году. Нобухиро Вацуки приступил к ней после долгого перерыва, взятого им после окончания работы над его известной мангой Rurouni Kenshin. Gun Blaze West была издана компанией Shueisha в трёх томах, после чего работа над ней была прекращена. В английском переводе опубликована Viz Media в 2008 году.

## Сюжет
Действие происходит в США в 1785 году. По сюжету манги, на западе существует легендарная область, где отъявленные преступники, объявленные вне закона, могут жить в мире и быть свободными от кровопролития. Путешествие туда можно предпринимать лишь раз за десять лет (в «нулевой год»)

## Персонажи
- Виу Баннс (яп. ビュー・バンズ)
- Уилл Джонстон (яп. ウィル・ジョンストン)
- Колис Сато (яп. コリス・サトー)
- Маркус Хомер (яп. マーカス・ホーマー)
- Роберт Родригес (яп. ロバート・ロドリゲス)

## Список томов манги
| № | Оригинальное издание | Оригинальное издание | На английском языке | На английском языке |
| № | Дата публикации      | ISBN                 | Дата публикации     | ISBN                |
| - | -------------------- | -------------------- | ------------------- | ------------------- |
| 1 | 4 июня 2001 г.       | ISBN 4-08-873128-X   | 1 апреля 2008 г.    | ISBN 978-1421518060 |
| 2 | 4 сентября 2001 г.   | ISBN 4-08-873163-8   | 1 июля 2008 г.      | ISBN 978-1421518077 |
| 3 | 2 ноября 2001 г.     | ISBN 4-08-873189-1   | 7 октября 2008 г.   | ISBN 978-1421518084 |